# 细叶芨芨草
细叶芨芨草（学名：[Achnatherum chingii] 错误：{{Lang}}：文本有斜体标记（帮助））为禾本科芨芨草属下的一个种。

## 扩展阅读
- 維基物種上的相關：细叶芨芨草